# Municipio San Ildefonso Villa Alta
Koordinaten: 17° 20′ N, 96° 9′ W
San Ildefonso Villa Alta ist ein Municipio im nordöstlichen Teil des mexikanischen Staates Oaxaca.
Das Gemeindegebiet erstreckt sich über eine Fläche von 94,3 km². Verwaltungssitz und größter Ort im Municipio ist das gleichnamige San Ildefonso Villa Alta.
San Ildefonso Villa Alta wurde am 23. Januar, dem Gedenktag des hl. Ildefons von Toledo, im Jahr 1526 gegründet. Nach dieser Person und nach seiner Lage (villa alta: „hochgelegener Ort“) erhielt das neue Dorf und von ihm das Municipio seinen Namen.

## Geographie
Das Municipio San Ildefonso Villa Alta liegt auf einer Höhe zwischen 500 m und 2600 m im Distrikt Villa Alta der Región Sierra Norte. Es zählt zur Gänze zur physiographischen Provinz der Sierra Madre del Sur und liegt vollständig im Einzugsgebiet des Río Papaloapan. Die Geologie des Gemeindegebiets wird von Glimmerschiefern dominiert, vorherrschender Bodentyp ist der Luvisol. 85 % des Municipios sind bewaldet, etwa 13 % dienen dem Ackerbau.
Das Municipio San Ildefonso Villa Alta grenzt an die Municipios Santiago Choápam, San Juan Petlapa, Santiago Camotlán, San Cristóbal Lachirioag, San Juan Yatzona, Santa María Temaxcalapa, San Andrés Yaá, Santo Domingo Roayaga, San Andrés Solaga und San Juan Tabaá.

## Bevölkerung
Beim Zensus 2010 wurden im Municipio 3.478 Menschen gezählt. Davon sprachen 64,58 % eine indigene Sprache, 15,7 % waren Analphabeten. 36,11 % der Bewohner San Ildefonso Villa Altas wurden als Erwerbspersonen registriert, wovon 0,54 % arbeitslos waren. Vorherrschender Wirtschaftssektor war der primäre Sektor (60,39 %), weitere 13,72 Prozent der arbeitenden Bevölkerung waren im Sekundärsektor und 25,73 Prozent im Tertiärsektor tätig. 37,42 % der Bevölkerung lebten in extremer Armut. Der größte Teil der Bevölkerung ist römisch-katholischen Glaubens.

## Orte
Das Municipio San Ildefonso Villa Alta umfasst 9 localidades, von denen nur der Hauptort vom INEGI als urban klassifiziert ist.
| Ort                       | Einwohner |
| San Ildefonso Villa Alta  | 1.309     |
| San Juan Yalahui          | 0.560     |
| San Francisco Yatee       | 0.403     |
| San Juan Tagui            | 0.399     |
| Santa Catarina Yetzelalag | 0.391     |
| San Juan Yetzecovi        | 0.258     |
| Analco                    | 0.098     |
| Colonia Guadalupe         | 0.018     |
| Colonia Obrera            | 0.015     |

## Politik
Die Gemeindepolitik wird nach indigenem Gewohnheitsrecht bestimmt.